# Pamięć danych
Pamięć danych (ang. data memory) – fizycznie lub logicznie oddzielony obszar pamięci RAM przeznaczony do przechowywania danych (w odróżnieniu od pamięci przechowującej kod programu).